# Joshua Abrego
Joshua Emmanuel Abrego Mortera (ur. 15 listopada 1986 w San Juan Evangelista) – meksykański piłkarz występujący na pozycji środkowego obrońcy, obecnie zawodnik Dorados.

## Kariera klubowa
Abrego pochodzi z miasta San Juan Evangelista w stanie Veracruz i karierę piłkarską rozpoczynał jako siedemnastolatek w lokalnym drugoligowym zespole Delfines de Coatzacoalcos. Tam spędził dwa i pół roku, pełniąc jednak wyłącznie rolę głębokiego rezerwowego, po czym wraz z resztą drużyny przeniósł się do ekipy Guerreros de Tabasco, której Delfines sprzedali swoją licencję. Tam jako podstawowy zawodnik spędził pół roku, a w styczniu 2007 po raz kolejny miała miejsce zmiana licencyjna; tym razem w wyniku przenosin Guerreros powstał nowy zespół – Club Tijuana. W jego barwach Abrego od razu wywalczył sobie miejsce na środku obrony, przez kolejne cztery i pół roku będąc kluczowym ogniwem defensywy i omijając spotkania tylko ze względu na kontuzje lub przymusowe pauzy za kartki. W wiosennym sezonie Clausura 2009 dotarł z Tijuaną do finału rozgrywek Primera División A, zaś w jesiennym sezonie Apertura 2010 wygrał drugą ligę meksykańską. Pół roku później, podczas rozgrywek Clausura 2011 ponownie doszedł do finału drugiej ligi, a bezpośrednio po tym wywalczył z Tijuaną pierwszy, historyczny awans do najwyższej klasy rozgrywkowej.
W meksykańskiej Primera División Abrego zadebiutował 23 lipca 2011 w przegranym 1:2 spotkaniu z Morelią, jeszcze przez rok będąc podstawowym obrońcą zespołu, po czym został relegowany do roli rezerwowego po przyjściu do ekipy Pabla Aguilara. Premierowego gola w pierwszej lidze strzelił 3 października 2012 w zremisowanej 1:1 konfrontacji z Monterrey, a w tym samym sezonie Apertura 2012 zdobył z prowadzoną przez Antonio Mohameda drużyną pierwszy w historii Tijuany tytuł mistrza Meksyku. Ogółem barwy Tijuany reprezentował przez sześć i pół roku, będąc jedną z najważniejszych figur w historii klubu. W lipcu 2013 został piłkarzem drugoligowego Dorados de Sinaloa z miasta Culiacán, w ramach współpracy pomiędzy obydwoma klubami (posiadającymi wspólnego właściciela – Grupo Caliente). Tam jako podstawowy zawodnik w sezonie Clausura 2015 triumfował w Ascenso MX, dzięki czemu na koniec rozgrywek 2014/2015 zanotował drugi w karierze awans do pierwszej ligi.
| Sezon     | Klub                      | Kraj   | Rozgrywki  | Mecze | Bramki |
| --------- | ------------------------- | ------ | ---------- | ----- | ------ |
| 2003/2004 | Delfines de Coatzacoalcos | Meksyk | Ascenso MX | 3     | 0      |
| 2004/2005 | Delfines de Coatzacoalcos | Meksyk | Ascenso MX | 0     | 0      |
| 2005/2006 | Delfines de Coatzacoalcos | Meksyk | Ascenso MX | 0     | 0      |
| 2006/2007 | Guerreros de Tabasco      | Meksyk | Ascenso MX | 15    | 2      |
| 2006/2007 | Club Tijuana              | Meksyk | Ascenso MX | 16    | 2      |
| 2007/2008 | Club Tijuana              | Meksyk | Ascenso MX | 34    | 0      |
| 2008/2009 | Club Tijuana              | Meksyk | Ascenso MX | 25    | 1      |
| 2009/2010 | Club Tijuana              | Meksyk | Ascenso MX | 31    | 0      |
| 2010/2011 | Club Tijuana              | Meksyk | Ascenso MX | 34    | 1      |
| 2011/2012 | Club Tijuana              | Meksyk | Liga MX    | 22    | 0      |
| 2012/2013 | Club Tijuana              | Meksyk | Liga MX    | 23    | 1      |
| 2013/2014 | Dorados de Sinaloa        | Meksyk | Ascenso MX | 22    | 1      |
| 2014/2015 | Dorados de Sinaloa        | Meksyk | Ascenso MX | 15    | 0      |
| 2015/2016 | Dorados de Sinaloa        | Meksyk | Liga MX    |       |        |